# 신풍초등학교 영정분교
신풍초등학교 영정분교는 대한민국 충청남도 공주시 신풍면 영정길 155-3 (영정리)에 있었던 공립 초등학교이다.

## 학교 연혁
- 1948년 4월 1일 신풍국민학교 영정분교장 설립
- 1957년 4월 1일 영정국민학교로 승격
- 1972년 9월 19일 본관 3교실 개축
- 1984년 3월 10일 병설유치원 개원
- 1996년 3월 1일 영정초등학교로 교명 변경
- 1999년 3월 1일 신풍초등학교 영정분교장으로 격하
- 2002년 3월 1일 신풍초등학교와 통합